# John Boyega
John Boyega (Londres, Inglaterra, 17 de marzo de 1992) es un actor británico de ascendencia nigeriana. Es conocido por interpretar a FN-2187 / Finn en la serie de películas de Star Wars.

## Biografía

### Primeros años
John Boyega nació en Peckham, Londres, de padres nigerianos. Tuvo inclinación por el teatro desde una edad temprana, siendo su primer papel el de un leopardo en una obra en su escuela primaria. Boyega iba a la iglesia con su familia todos los días. Su padre, que es predicador, quería que Boyega siguiera sus pasos, pero él se inclinó por la actuación. La directora de teatro, Teresa Early, lo invitó a unirse a un grupo de teatro para niños de entre 9 y 14 años; para ello obtuvo ayuda financiera. Asistió a la Westminster City School cuando era adolescente. Más tarde participó en varias producciones del colegio y asistió a clases en el teatro Peckham. Fue estudiante de artes escénicas en el Thames College en Wandsworth y participó activamente en producciones allí, incluyendo su debut en el papel en la obra Otelo en 2010.

### Salto a Star Wars
Boyega empezó a crear una identidad propia al actuar en Hackney, y apareció en la obra de teatro Six Parties en el Teatro Nacional inglés. También actuó en Category B en el Tricycle Theatre justamente antes de que buscara un papel en la película de 2011 Attack the Block. En septiembre de 2011, HBO anunció que Boyega había sido seleccionado para ser parte de un drama sobre boxeo Da Brick, un proyecto basado en la vida de Mike Tyson. Boyega esperaba realizar el papel de Donnie, un boxeador que representaba a la vida de Tyson. El filme fue escrito por John Ridley, pero no llenó las expectativas y no fue producido. En 2011, actuó en la película Junkhearts en la que interpretó a un traficante de drogas que intentaba vender algunas armas de fuego.
En marzo de 2012, Boyega fue parte de la adaptación cinematográfica de la novela de Chimamanda Ngozi Adichie Half of a Yellow Sun.
El 29 de abril de 2014 se confirmó que había sido elegido como uno de los personajes de Star Wars: Episodio VII - El despertar de la Fuerza. La película se convirtió en una de las más taquilleras de la historia del cine.
Boyega ha declarado en una entrevista que es fan de Marvel y que tenía la esperanza de interpretar al personaje de Pantera Negra. En un tuit, el actor ha asegurado que compartirá su opinión sobre la nueva trilogía de Star Wars una vez esta haya finalizado.

## Filmografía

### Cine
| Año  | Título                                              | Papel              | Notas |
| ---- | --------------------------------------------------- | ------------------ | --- |
| 2011 | Attack the Block                                    | Moses              | Black Reel Award for Best Actor Nominado – Black Reel Award for Best Breakthrough Performance Nominado – Black Reel Award for Best Ensemble Nominado – British Independent Film Award for Most Promising Newcomer Nominado – Empire Award for Best Male Newcomer Nominado – Evening Standard British Film Award for Most Promising Newcomer Nominado – London Film Critics' Circle Award for Young British Performer of the Year |
| 2011 | Junkhearts                                          | Jamal              | |
| 2013 | Half of a Yellow Sun                                | Ugwu               | |
| 2014 | Imperial Dreams                                     | Bambi              | |
| 2015 | Star Wars: Episodio VII - El despertar de la Fuerza | FN-2187 / Finn     | Papel protagonista Ganador-Premio Orange a la estrella emergente |
| 2017 | The Circle                                          | Ty                 | Papel protagonista |
| 2017 | Star Wars: Episodio VIII - Los últimos Jedi         | FN-2187 / Finn     | Papel protagonista |
| 2017 | Detroit                                             | Melvin Dismukes    | Papel protagonista |
| 2018 | Pacific Rim: Uprising                               | Jake Pentecost     | También Productor |
| 2019 | Star Wars: Episodio IX - El ascenso de Skywalker    | FN-2187 / Finn     | Papel protagonista |
| 2021 | Naked Singularity                                   | Casi               | Papel protagonista |
| 2022 | 892                                                 | Brian Brown-Easley | Papel protagonista |
| 2022 | La Mujer Rey                                        | Rey Ghezo          | |
| 2023 | They Cloned Tyrone                                  | Fontaine           | |

### Televisión
| Año     | Título                            | Papel             | Notas                             |
| ------- | --------------------------------- | ----------------- | --------------------------------- |
| 2011    | Da Brick                          | Donnie            | Episodio piloto                   |
| 2011    | Becoming Human                    | Danny Curtis      | 4 episodios                       |
| 2011    | Law & Order: UK                   | Jamal Clarkson    | Episodio: "Survivor's Guilt"      |
| 2012    | My Murder                         | Shakilus Townsend | Película para televisión          |
| 2013    | The Whale                         | William Bond      | Película para televisión          |
| 2014    | 24: Live Another Day              | Chris Tanner      | 4 episodios                       |
| 2015    | Major Lazer                       | Blkmrkt (voz)     | Papel secundario                  |
| 2016    | Tinkershrimp & Dutch              | Dutch             | Voz; 5 episodios                  |
| 2017–18 | Star Wars Forces of Destiny       | Finn              | Voz; 2 episodes                   |
| 2018    | Watership Down                    | Bigwig            | Voz; miniserie de 4 episodios     |
| 2019    | Serengeti                         | Narrador          | Voz; 5 episodios                  |
| 2020    | Small Axe                         | Leroy Logan       | Episodio: " Red, White and Blue " |
| 2023    | World War II: From the Frontlines | Narrador          | Voz; 6 episodios                  |

### Teatro
| Año  | Título  | Papel   | Notas                |
| ---- | ------- | ------- | -------------------- |
| 2010 | Othello | Othello | South Thames College |

### Videojuegos
| Año  | Título              | Papel | Notas |
| ---- | ------------------- | ----- | ----- |
| 2015 | Disney Infinity 3.0 | Finn  | Voz   |

### Atracciones de parques temáticos
| Año  | Título                             | Papel | Notas                                                                    |
| ---- | ---------------------------------- | ----- | ------------------------------------------------------------------------ |
| 2015 | Star Tours–The Adventures Continue | Finn  | Escena agregada para la promoción de la temporada de Season of the Force |

## Premios
Premio BAFTA
| Año  | Categoría          | Película                                            | Resultado |
| ---- | ------------------ | --------------------------------------------------- | --------- |
| 2016 | Estrella emergente | Star Wars: Episodio VII - El despertar de la Fuerza | Ganador   |

Kids' Choice Awards
| Año  | Categoría              | Película                                            | Resultado |
| ---- | ---------------------- | --------------------------------------------------- | --------- |
| 2016 | Actor Favorito de cine | Star Wars: Episodio VII - El despertar de la Fuerza | Nominado  |